# Болтрикі
Болтрикі (пол. Bołtryki) — село в Польщі, у гміні Міхалово Білостоцького повіту Підляського воєводства.
У 1975-1998 роках село належало до Білостоцького воєводства. На територіях колишніх сіл, що оточують водосховище, побудовані дачі, заселені лише тимчасово; тут ніхто постійно не зареєстрований.